# Psednos anoderkes
Psednos anoderkes és una espècie de peix pertanyent a la família dels lipàrids.

## Descripció
- La femella fa 2,7 cm de llargària màxima.
- Ulls molt petits.
- Pell pàl·lida.
- Nombre de vèrtebres: 42.[5]

## Hàbitat
És un peix marí i batidemersal que viu entre 0-2.036 m de fondària.

## Distribució geogràfica
Es troba al Pacífic oriental: el nord-est de l'illa Guadalupe (Mèxic).

## Observacions
És inofensiu per als humans.